# Bernard Lugan
Bernard Lugan (* 10. Mai 1946 in Meknès) ist ein französischer Historiker und Afrikanist.

## Leben
Nachdem er über zehn Jahre an der Université nationale du Rwanda unterrichtet hatte, ist er seit 1982 Mitglied der Universität Lyon III. Er unterrichtete auch an der Militärschule Saint-Cyr und der École de Guerre.
Neben einem historischen Atlas über Afrika veröffentlichte er Dutzende Bücher über Ruanda, wo er viele Jahre lebte. Er arbeitete in Marokko, Ägypten und Südafrika.
Lugan ist Experte für das von den Vereinten Nationen geschaffene Tribunal pénal international pour le Rwanda. Viele Jahre lang präsentierten er und Philippe Conrad und Dominique Venner jeden Monat eine Radiosendung über historische Themen im Radio Courtoisie. Er ist Herausgeber des Onlinemagazins L’Afrique Réelle.

## Schriften (Auswahl)
- François Mitterrand, l’armée française et le Rwanda. Paris 2005, ISBN 978-2268054155.
- Rwanda. Un génocide en questions. Paris 2014, ISBN 978-2-268-07579-2.
- Osons dire la vérité à l’Afrique. Paris 2015, ISBN 978-2-268-07740-6.
- Histoire de l’Afrique du Nord (Égypte, Libye, Tunisie, Algérie, Maroc). Des Origines à nos jours. Paris 2016, ISBN 978-226808-167-0.
- Les Guerres du Sahel : des origines à nos jours. L’Afrique réelle, 2019.
- Dix ans d’expertises devant le Tribunal pénal international pour le Rwanda (TPIR). L’Afrique réelle, 2020.
- Esclavage : l’histoire à l’endroit. L’Afrique réelle, 2020.
- Pour répondre aux « décoloniaux », aux islamo-gauchistes et aux terroristes de la repentance. Éditions Bernard Lugan, 2021, 264 p.
- Colonisation, l’histoire à l’endroit : Comment la France est devenue la colonie de ses colonies. L’Afrique réelle, 2022, 240 p., ISBN 978-2-492-47709-6.
- Histoire du Sahel. Éditions du Rocher, 2023, 224 p., ISBN 978-2268108582.
- Histoire des Berbères. Éditions du Rocher, Paris et Monaco 2024, 240 p., ISBN 978-2268110165.
- Le Sahara Occidental en 10 questions. Éditions Ellipses, Paris 2024, ISBN 978-2-340-09393-5.
- Histoire des Algériens : Des origines à nos jours. Éditions Ellipses, Paris 2025, ISBN 978-2-340-09958-6.